# 2019年英国货车惨案
2019年英国货车惨案，又称英国埃塞克斯货车事件、英国集装箱惨案、英国集装箱藏尸案或英国卡车尸体案，是英国夏令时2019年10月23日1时30分，英格兰东部救护服务局的工作人员在英格兰东南部埃塞克斯郡格雷斯沃特莱德工业园区东大道的一辆集装箱冷藏货车里发现39具尸体的惨案。牵引车在保加利亚的一家爱尔兰公司名下注册，事发前从爱尔兰都柏林出发，经威尔士霍利黑德港开至埃塞克斯郡珀弗利特港。而冷藏集装箱拖车则是之前经过法国城市敦刻尔克和里尔到达比利时布吕赫，然后从布吕赫管辖的泽布吕赫港由渡轮运往英国埃塞克斯郡珀弗利特港。
调查由埃塞克斯警察领导，但后来英国、比利时、爱尔兰、越南国家当局均参与其中。起初埃塞克斯警方曾认为遇难者是中国公民，但之后又表示仍在核实身份且不能确定死者的国籍，并在進一步調查前拒评国籍问题。25日，越南驻英国大使馆官方表示可能至少有十名遇难者来自越南。截至27日，越南政府至少收到24个家庭报案称有亲人失踪，越南总理已责成越有关部门展开调查。11月1日，英国警方认为所有39名遇难者都是越南公民。11月7日，越南公安部确认遇难者均为越南公民，并在8日与英国警方一同公布遇难者名单。

## 过程

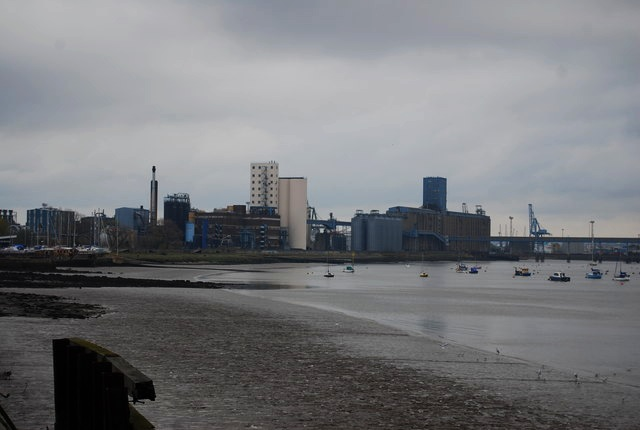
格雷斯的泰晤士河边

货车分两部分进入英国。其中，冷藏集装箱及集装箱拖车经过法国城市敦刻尔克和里尔到达比利时布吕赫，然后从布吕赫管辖的泽布吕赫港出发，由渡轮于10月23日00:30左右运送至伦敦东面属于埃塞克斯郡管辖的泰晤士河口港口珀弗利特。集装箱拖车从欧洲大陆到达英国采取此路线（不是最常见的加莱港至多佛尔港的路线）可能是因为加莱难民营的关闭以及逃避多佛尔港和英法海底隧道的边境安全检查。另外冷藏或冷凍貨櫃無法以熱成像檢查，且通常只有在封條被破壞時，或者被抽查「抽到」才能檢查。
比利时泽布吕赫港表示，集装箱在运抵时就已是封條密封状态。這種裝有製冷設備的集装箱用于保存易腐烂品，并且内部可能降至−25 °C（−13 °F）的低温，气密性良好，里面的人会有窒息的危险。爱尔兰莫纳亨郡的环球拖车租赁公司（Global Trailer Rentals Ltd (GTR)）确认是该集装箱拖车的拥有者，但15日就已将其出租。
而牵引车则是自爱尔兰都柏林出发，经威尔士霍利黑德港到达珀弗利特港。牵引车司机是一名来自北爱尔兰的25岁的男子。他因涉嫌过失杀人而在现场被捕。
10月23日凌晨0时30分左右，牵引车与厢式拖车在泰晤士河畔的珀弗利特港会合，随后货车在1时05分左右一起离开珀弗利特港区。大概35分钟后，货车在格雷斯东部大道沃特莱德工业园被发现，该镇位于伦敦以东约15公里（9英里）。
警察到達後不久，東部大街被關閉，直到10月25日才完全開放。

## 遇难者

### 身份
10月23日晚，警方称遇难者极不可能是保加利亚人。24日10时19分，英国独立电视台（ITV）在推特发布快讯称，卡车惨案遇难者为中国人。10时40分，英国警方向中国驻英使馆进行电话通报，称“遇害人员疑似为中国公民”10时44分，路透社援引ITV的说法发布报道，称39名死者为中国人。11时01分，英国广播公司（BBC）在电视突发新闻中称，卡车遇难者据信是中国人。11时37分，埃塞克斯警方发布声明称，遇难者是31名男子和8名妇女，据信全部是中国国籍。比利时官员说，他们被困在集装箱中至少10个小时。24日下午，英国警方表示仍在确认受害者身份，尚无法肯定遇难者均属于中国国籍。24日19时40分，首批11具遇难者遗体在警察护送下运送前往切爾姆斯福德的布鲁姆菲尔德医院，将会进行尸检。25日下午1时45分，更多的受害者尸体被送往医院。
25日，英国广播公司和《卫报》报道，至少有6名遇难者可能来自越南。其中，26岁越南女子范氏茶眉在当地时间22日7:20从比利时打来电话，说她正准备进入集装箱，必须关闭手机以免被发现，其后又于英国时间22日晚上22:30向家人发送了最后一条手机短信，称“爸爸妈妈，我的异国之旅失败了。我快死了，不能呼吸了。”据其家人称其妹妹于10月3日离开越南河静省，前往首都河内“办妥她去中国的文件”，之后先飞到法国，又去了英国，但在抵达英国时被捕，被送回法国。范氏茶眉从越南偷渡到英国的花费为3万英镑。越南人权组织“人权空间”（Human Rights Space）的协调员表示，这些家人“收到消息说，他们的家人将于10月23日抵达英国，他们应该准备好付款。但后来就没了消息”。《卫报》援引专家的话说，如果有越南人经由中国被贩卖，可能会拿到假中国护照。埃塞克斯警察局副局长皮帕·米尔斯（Pippa Mills）表示，在死因裁判官办公室批准正式的身份查验程序前，警方不会提供有关受害者身份或国籍的更多细节。
25日，越南媒体报道，自此次事件以来，越南河静省陆续接到3起关于当地失踪人员的报案，目前越南方面正在搜集失踪人员的相关材料配合英国方面展开调查。26日，位于英国的越南人组织“越南人之家”（VietHome）表示，已将该组织收到的近20名失踪越南人的照片发给英国警方。有越南涉事家庭及乂安省一名天主教神父称，這次集體偷渡共有三辆卡车，100多名偷渡者被偷运到英国，但只有两辆车完成旅程。有涉事家庭表示已经收到了人贩子的退款。
29日，英国向越南转交了39名遇难者的指纹数据，用于确认身份。
31日，共有30個家庭向越南政府通報親人在英國失聯。根据越南当地神父邓友南的消息，39名遇难者中的35人来自于越南乂安省，其中25人来自于其所在的安城县地区，有两名来自于演州縣地区，两名来自于荣市，其余六名死难者则来自于河靜省。
11月1日，埃塞克斯警方声明称39名遇难者全部为越南国籍。埃塞克斯郡助理警察局长蒂姆·史密斯（Tim Smith）说：“目前我们相信遇难者是越南公民，警方正与越南政府保持联系。我们与越南和英国的一些家庭进行了直接接触，我们相信已经确定了部分遇难者家庭”。
11月7日，越南公安部确认遇难者均为越南国籍。同日，埃塞克斯郡高级死因裁判官卡罗琳·比斯利-穆雷（Mrs Caroline Beasley-Murray）也宣布遇难者身份已全部得到正式确认，并已通知遇难者家属。8日，越南公安部和埃塞克斯警方公布了遇难者名单，其中包括此前失踪的范氏茶眉。
2020年2月20日，河静省警方通报称偷渡组织者于2019年6月向遇难者范氏茶眉收取了相当于2万2千美元的非法移民手续费用，然后在9月将其先后送到中国、法国和英国。

## 调查

### 肇事貨車

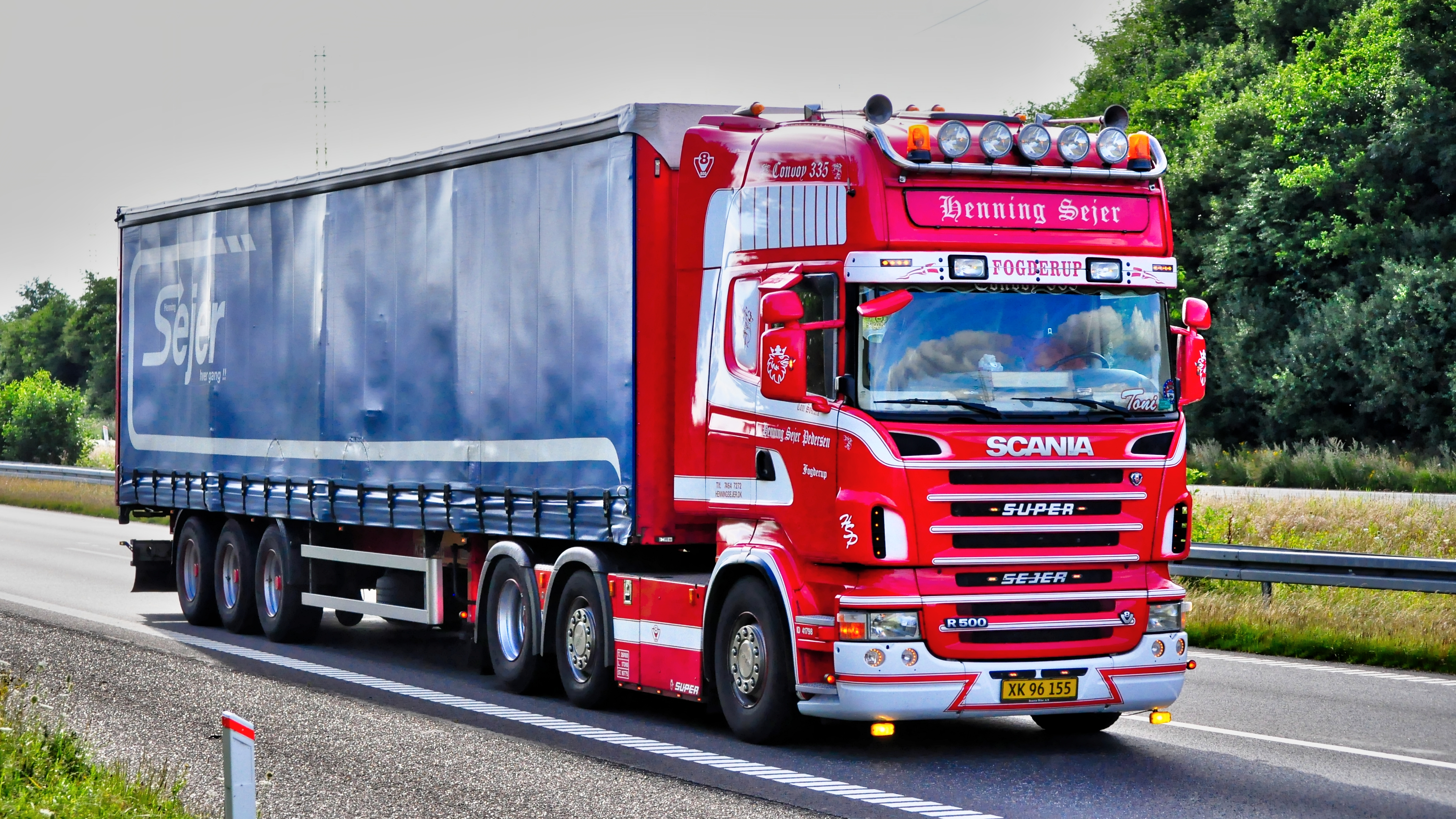
图中车辆前部的斯堪尼亞牵引车與涉事车辆同款

10月23日1时30分，英格兰东部救护服务局急救人员在埃塞克斯郡格雷斯沃特莱德工业园区东大道的一辆集装箱冷藏货车中发现39具尸体。英国《天空报》援引消息人士话称，当集装箱的门被打开时，现场急救人员震惊地看到几十具尸体堆积在车门口。《镜报》援引消息人士话称，离门最近的尸体的口吐白沫，处于早期僵死状态。死者聚集在卡车门口，车内侧有血迹，“他们一定是在那里求救”，死者身穿衣服很少，有的甚至赤裸。
23日16时，调查启动。英国国家犯罪调查局认为可能是一场有组织犯罪。17时左右，卡车和尸体从现场转移到泰晤士河附近另一个港口蒂尔伯里码头的安全地点，以继续调查。
23日晚，比利时检察官办公室宣布，他们还将调查货车过境情况。保加利亚外交部发言人证实，这辆货车的牵引车注册在保加利亚港口城市瓦爾納的一家爱尔兰公司名下，但被指出自2017年以来尚未进入保加利亚。英国警方怀疑可能与爱尔兰的偷渡链有关。
24日上午，警方追踪发现拖车发往比利时之前在荷兰。北爱尔兰警察还搜查了牵引车司机名下位于阿马郡的三处民宅。
管理澤布呂赫港口主席說，移民“極不可能”進入那裡的拖車，而破壞封條，裝載39人並重新密封拖車而沒有被發現將是“幾乎不可能的”。

### 犯罪嫌疑人
牵引车司机莫里斯·鲁宾逊是一名来自北爱尔兰的25岁男子。他因涉嫌谋杀而在现场被捕。埃塞克斯警察局对牵引车司机进行了讯问，最初没有提出任何指控，但警方仍被允许将他再拘留24小时。10月26日，司机正式被指控犯有39项过失杀人罪、共谋贩运人口罪、协助非法移民偷渡和洗钱罪。他于10月28日在切姆斯福德裁判法院初次出庭。他将于11月25日在伦敦的中央刑事法庭再次出庭，他并没有提出保释申请。
25日英国警方又逮捕了两男一女三名嫌犯，包括居住在柴郡沃灵顿的一对38岁的爱尔兰夫妻，涉嫌过失杀人和共谋贩卖人口，其中妻子曾是牵引车所有者，但二人声称已在13个月前将车出售给了爱尔兰莫纳亨郡的一家公司，而莫纳亨郡与牵引车司机所在的北爱尔兰阿马郡接壤。另一名来自北爱尔兰的48岁男子在斯坦斯特德机场被捕，他涉嫌串谋运送旅客，并涉嫌过失杀人。这三人已于10月27日被保释。
10月26日，越南公安机关拘捕了一名来自越南安城的女性，并指控其涉嫌贩卖人口。爱尔兰警方同日在都柏林港拘留了一名可能与此案有关的20多岁男子。比利时警方后来证实此人是将涉事集装箱拖车运至泽布吕赫港的司机，他在泽布吕赫港卸下拖车时被閉路電視抓拍了十次。11月1日，這名北愛爾蘭人被證實為埃蒙·哈里森，他在愛爾蘭高等法院被控39項過失殺人罪、一項販賣人口罪與一項協助非法移民偷渡罪。警方已經啟動將他引渡至英國受審之程序。
10月29日，埃塞克斯警方要求一對來自北愛爾蘭阿马郡的兄弟投案，並稱他們對案件的調查“至關重要”。其中，弟弟克里斯托弗·休斯在从爱尔兰环球拖车租赁公司租赁了涉事集装箱拖车的休斯物流公司（C Hughes Logistics Ltd）担任董事，而兄長罗南·休斯是租赁合同的签字人，警方稱他們涉嫌過失殺人與人口販賣。11月1日，警方稱已經與罗南·休斯通過電話，但仍需要与他們進行当面谈话，並再次呼籲他們自首。同樣在11月1日，越南警方在河靜省逮捕了兩名嫌疑人，並稱他們已經在該區組織人口販賣活動數年。至11月7日，越南乂安省警方已经逮捕了9名涉案嫌疑人。
11月22日，一名与本案相关的23岁北爱尔兰男子因涉嫌共谋贩运人口和协助非法移民，在M40高速公路白金汉郡比肯斯菲尔德境内路段被英国泰晤士河谷警方逮捕。
2020年1月29日，德国当局和英国国家犯罪调查局通过埃塞克斯警方协助，在法兰克福机场逮捕了一名居住于埃塞克斯郡巴西尔登自治市朗顿山镇的43岁男性，并送回英国审理。2月9日，一名22岁的男性在北爱兰被捕并被送至埃塞克斯郡关押。二人均与本案有关。
2月20日，越南河静省公安厅安全调查局发布通报，称该局以“非法组织他人偷渡国外或非法居留国外罪”对7名涉案犯罪嫌疑人提起公诉，这7人还涉嫌为67名越南人办理赴英国和欧洲非法务工的手续，同时该局另发通知建议越南公安部与国际刑警组织配合，对其中一名丈夫为中国公民且居住在中国浙江省瑞安市的越南嫌疑人发布红色通缉令。
2020年3月16日，一名來自伯明翰的男子被控與該事件有關的移民罪。該男子被指控“在2018年5月1日至2019年10月24日期間，共謀違反移民法，將非歐盟國民偷運到英國”。
2020年4月8日，英国埃塞克斯郡警方表示，莫里斯·鲁宾逊承认过失杀人。
2020年5月27日，法国和比利时逮捕了與案件有關的26名嫌犯。

## 起诉
2020年10月8日，英国中央刑事法院正式审理案件。

### 审理揭露
审判过程也揭露了人蛇集团一项复杂而有利可图的行动。英国检控官指出，多年以来，人蛇集团对每位偷渡者索取10,000英镑至13,000英镑，便可从法国北部走私进入英国。其中审判的一个重点是该团伙在2019年10月的一两周内进行的四次贩运人口活动，指如果将80多名越南移民带到英国，可为人蛇集团赚取80万英镑。
英国检控官表示，遇难的越南28名男子，8名妇女和3个孩子，死因是窒息、体温过高或过热。在货柜车内的遇难者发现氧气不足时，他们拼命试图从货车顶上逃脱，和试图打电话给越南的亲人求救。当货柜车内的温度升至38.5摄氏度时，他们只能在黑暗的容器中面临死亡，并在死前为亲戚记录告别信息。检控官指出，从货柜车在珀弗利特港口的画面截图中，当货运公司老板罗南·休斯（Ronan Hughes）指示司机莫里斯·罗宾逊（Maurice Robinson）打开货柜车为移民提供空气时，从车上冒出来一团蒸汽，这一幕被闭路电视捕获。而罗宾逊看到全部人死亡后，等了20分钟才打电话给急救部门。

### 判刑结果
2021年1月22日，英国伦敦中央刑事法院宣布对埃塞克斯郡货柜车偷渡惨案的4名共犯的判刑。其中，41岁的爱尔兰货运公司老板罗南·休斯（Ronan Hughes）因负责提供运输工具，被控39项过失杀人罪名成立，被判20年监禁；来自罗马尼亚的43岁货柜车修理工尼卡（Gheorghe Nica）因负责招募司机，被控39项过失杀人罪和走私人口罪名成立，获刑27年。
来自英国北爱尔兰的24岁货柜车司机埃莫恩·哈里森（Eamonn Harrison）因负责涉事集装箱在欧洲大陆的运输，被判18年监禁；同样来自北爱尔兰的26岁货柜车司机莫里斯·罗宾逊（Maurice Robinson）因负责集装箱入境英国后的转运，先前已在法庭上认罪，被判入狱13年4个月。

## 反应

### 英国

#### 政治
英国首相鲍里斯·约翰逊在一条推文说对事件“感到震惊”，向受害者及其家属表达了自己的想法，并表示内政部正在与埃塞克斯警方一起处理此案。內政大臣普丽蒂·帕特尔发表新闻声明说，她“对这一悲惨的事件感到十分震惊和悲伤”，此外她还表示，移民执法部门正在与埃塞克斯警察局合作。她要求两个组织留出足够空间以完成调查，埃塞克斯警察和犯罪专员重申了这一请求。
因为在惨案初期英国警方认为死者是中国人，所以英国驻华使馆在其官方中文微博写到“这是一场令人震惊的悲剧。我们向这些死难者的家人和朋友表示深切慰问。针对此事，英方将尊重每一位死者并展开全面而彻底的调查。”同时也表示暂时无法确认死者身份。英国大使馆方面也提供了英方的求助电话，以供中国方面相关人士进行咨询。

#### 媒體
第4频道宣布推迟将于10月28日播出的电视节目《偷渡》，该节目中的英国公民试图通过逃避边防检查的方式从欧洲大陆偷渡返回英国，但只延後了一週又於11月4日播出。

### 越南
10月25日，越南驻英国大使馆因一名失踪的越南女性可能与本事件有关而联系了英国警方。稍后，英国广播公司根据越南消息源称遇难者中可能有3名越南人。
当日晚些时候，越南驻英国大使馆表示，已接到越南国内14个家庭报案，他们担心自己的家人在英国失踪。26日，越南国家电视台指，越南驻英大使馆提请河静省三名失踪越南公民家庭提供其相关信息材料配合英国方面展开调查。10月25日晚，越南驻英国大使陈玉安已与英国内务部部长展开会谈，越南驻英国大使馆代表已与英国防控犯罪机关、英国埃塞克斯郡警方配合调查。
10月26日，越南总理阮春福指示越南政府对越南向境外偷渡的组织犯罪进行调查，并表示“任何的（偷渡）违法行为都应严格处置”并要求相关部门在11月5日前上交调查报告。越南政府办公厅当日向外交部、公安部以及河静、乂安两省转达了总理阮春福关于英国“死亡货车”一案的意见。10月26日上午，越南驻英国大使陈玉安抵达事故现场，继续配合当地政府与警方调查。
同日，越南外交部发表声明称，已要求越南驻英大使馆与当地警方配合，确认遇难者身份。越南使馆已经开启热线通道，与任何可能与死亡货车案有关的越南家庭建立联系。此外，越南公安部也将主持调查越南公民以往非法出境的路线，并在11月5日前提交相关报告。越南外交部表示，英国已向越南公安部转交4名埃塞克斯集装箱事故遇难者的材料，用于遇难者身份的进一步调查工作。
据越通社28日报道，越南公安部工作组已前往有多个家庭报告与亲人失联的义安与河静两省，评估相关信息并展开调查。越通社当日还引述越南外交部副部长裴青山的话报道，英国方面已将货车惨案39名遇难者中4人的材料转交越方以核实身份。29日，越南驻英国大使馆公民保护中心已经收到来自14个家庭的信息要求其协助他们在英国核实和寻找失踪亲属。

### 中华人民共和国
由于早期消息误指遇难者来自中国，故引起了中方的密切关注。北京时间10月24日傍晚（英国夏令时10月24日上午），中国外交部领事保护中心在称正在核实具体信息，尚无消息可以对外公开。
北京时间10月24日晚，中国驻比利时大使馆发表声明称已要求比利时警方等相关部门展开全面调查。中国驻英国大使馆发表声明称正与英国警方联系，核实确认相关情况。中国驻英国大使刘晓明在推特上说：“我们正在与英国警察保持密切联系，以寻求澄清和确认有关报告。”北京时间10月25日，中国驻英国使馆表示，“已派负责领事事务的公参抵达埃塞克斯郡，并与英国当地警方取得了联系。英国警方表示正在核实遇难者身份，尚无法确定遇难者是中国国籍。”
同日，官媒《環球時報》發表社評聲言英國需要為39名「中國籍」死者負責，但亦指出「這些中國人」以不正當方式入境英國。該社評刊登後，引起很大爭議。該報總編胡錫進也在微博發問，為何中國人總成為英國集體死亡事件的犧牲品？
北京时间10月25日下午的中国外交部例行记者会上，有美国有线电视新闻网（CNN）记者在提问时称“关于在英国发生的悲剧，我们理解目前详细信息有限，但希望你提供一些背景。你之前提到，为庆祝中国过去70年取得的巨大成就和进步，本月初中方举行了国庆相关活动。但中国公民却通过这种极端危险的方式离开中国，他们是出于何种动机？外界应该如何理解？”，外交部发言人华春莹称CNN记者「先入为主」的认定死难者为中国人，并认为这「反映出其思想深处或者美国一些媒体的问题」。同时华春莹还反问道，「你到底希望得到什麼樣的答案呢？」。《南方日报》29日的一篇评论称，CNN“就是在吃人血馒头”。CNN进行报道时称其记者提问只是关于偷渡者为中国公民的可能性。
北京时间25日晚，在越方表示死者可能来自越南时，中国驻英国大使刘晓明在推特上表示，各国应联合起来还逝者公道，中方会提供必要的协助，“我们与埃塞克斯郡的39名受害者同在，无论他们来自何方。这件悲剧再次引起了世界对非法移民问题的关注。世界各国应携起手来，采取果断措施，防止此类悲剧再次发生”。
北京时间28日，中国外交部发言人耿爽在例行记者会上回应“39名遇难者持有假的中国身份文件”这一猜测的真实性时表示“希望有关方面关注这起事件时要以事实为依据，不能先入为主，也不能主观臆测”。

### 爱尔兰
爱尔兰总理在爱尔兰众议院发言时说，当局将进行调查，如果确认卡车经过爱尔兰，将会给予一切可能的协助。

### 保加利亚
保加利亚外交部长叶卡捷琳娜·扎卡里耶娃发推文表示对事件感到震惊，谴责人口贩运，并向遇难者表示哀悼和祈祷。

### 其他国家和国际组织
联合国秘书长安东尼奥·古特雷斯发推特表示罪犯“必须被迅速绳之以法”。
10月27日，法国北部港口又发现包括四名儿童在内的8名阿富汗籍偷渡者藏在冷藏货车中欲前往英国，並且在之後幾星期內又發生與此類似的案件。